# Tvrdy
Tvrdy je priimek več znanih Slovencev:
- Božidar Tvrdy (*1929), pesnik
- Maja Tvrdy (*1983), igralka badmintona

gl. še priimek Twrdy